# Rios (estado)
Rios (em inglês: Rivers) é um estado da Nigéria, criado em 1967. Sua capital é a cidade de Porto Harcourt. Possui 11 077 quilômetros quadrados e segundo censo de 2016, havia 7 303 900 habitantes. Está dividida em 23 áreas de governo local:
- Abua-Odual
- Ahoada Leste
- Ahoada Oeste
- Acucu-Toru
- Andoni
- Asari-Toru
- Ubani
- Degema
- Eleme
- Emohua
- Etche
- Gocana
- Icuerré
- Cana
- Obio-Acpor
- Ogba-Egbema-Ndoni
- Ogu-Bolo
- Ocrica
- Omuma
- Opobo-Ncoro
- Obibo
- Porto Harcourt
- Tai